# Foead II van Egypte
Foead II (Arabisch: الملك أحمد فؤاد الثاني, al-Malik Ahmad Fu'ad ath-thani) (Caïro, 16 januari 1952) was koning van Egypte van 26 juli 1952 tot 18 juni 1953.
Hij was de laatste monarch van het moderne Egypte. Nadat hij was afgezet tijdens een militaire coup werd in Egypte de republiek uitgeroepen.
Foead was net een half jaar oud toen hij tot koning werd uitgeroepen. Hij is nooit formeel gekroond. Zijn vader, koning Faroek van Egypte, hoopte door af te treden ten gunste van zijn zoon een tweeledig doel te bereiken: de republikeinse stromingen in zijn land de kop in te drukken en de baby-koning tot een eenmakende kracht te maken in Egypte. Na onttroond te zijn op 18 juni 1953, werd Foead naar Zwitserland gebracht, waar hij bleef wonen.
Hij huwde op 16 april 1976 in Monaco met de Franse Dominique-France Loeb-Picard waarna het echtpaar drie kinderen kreeg.